# Bautismo de Cristo (Verrocchio)
Bautismo de Cristo (en italiano, Battesimo di Cristo) es un cuadro del taller del pintor renacentista italiano Verrocchio, algunas de cuyas partes se atribuyen a Leonardo da Vinci. Está realizado al óleo y temple sobre tabla. Mide 177 cm de alto y 171 cm de ancho (151 cm según otras fuentes). Fue pintado hacia 1475-1478, encontrándose actualmente en la Galería de los Uffizi, Florencia (Italia).
Posiblemente se tratara de un encargo de la iglesia de San Salvi de Florencia, donde estuvo hasta que pasó, tiempo después, al convento de Santa Verdiana. Ambas iglesias pertenecieron a la orden de los vallombrosanos (congregación benedictina). En 1810 fue llevado a la Galería de la Academia de Florencia y, en 1914, a la Galería de los Uffizi.
Se considera que este es el primer trabajo importante de Leonardo da Vinci como aprendiz. Hizo la pintura junto con su maestro Verrocchio. Para esta pintura, Verrocchio contó con la colaboración de Botticelli y de un Leonardo adolescente.
El primero que mencionó la intervención de Leonardo en esta tabla de Verrocchio fue Giorgio Vasari. Afirma Vasari que Verrocchio acabó disgustado con el arte de pintar, al sentirse superado por su propio aprendiz, contándose la leyenda de que llegó a romper sus pinceles en frente de todos sus aprendices prometiendo no volver a pintar nunca jamás; en realidad no es cierto, pero la anécdota ejemplifica cuánto talento mostró de repente Leonardo como pintor. Verrocchio ejerció sobre Leonardo una profunda influencia, más intelectual que artística.

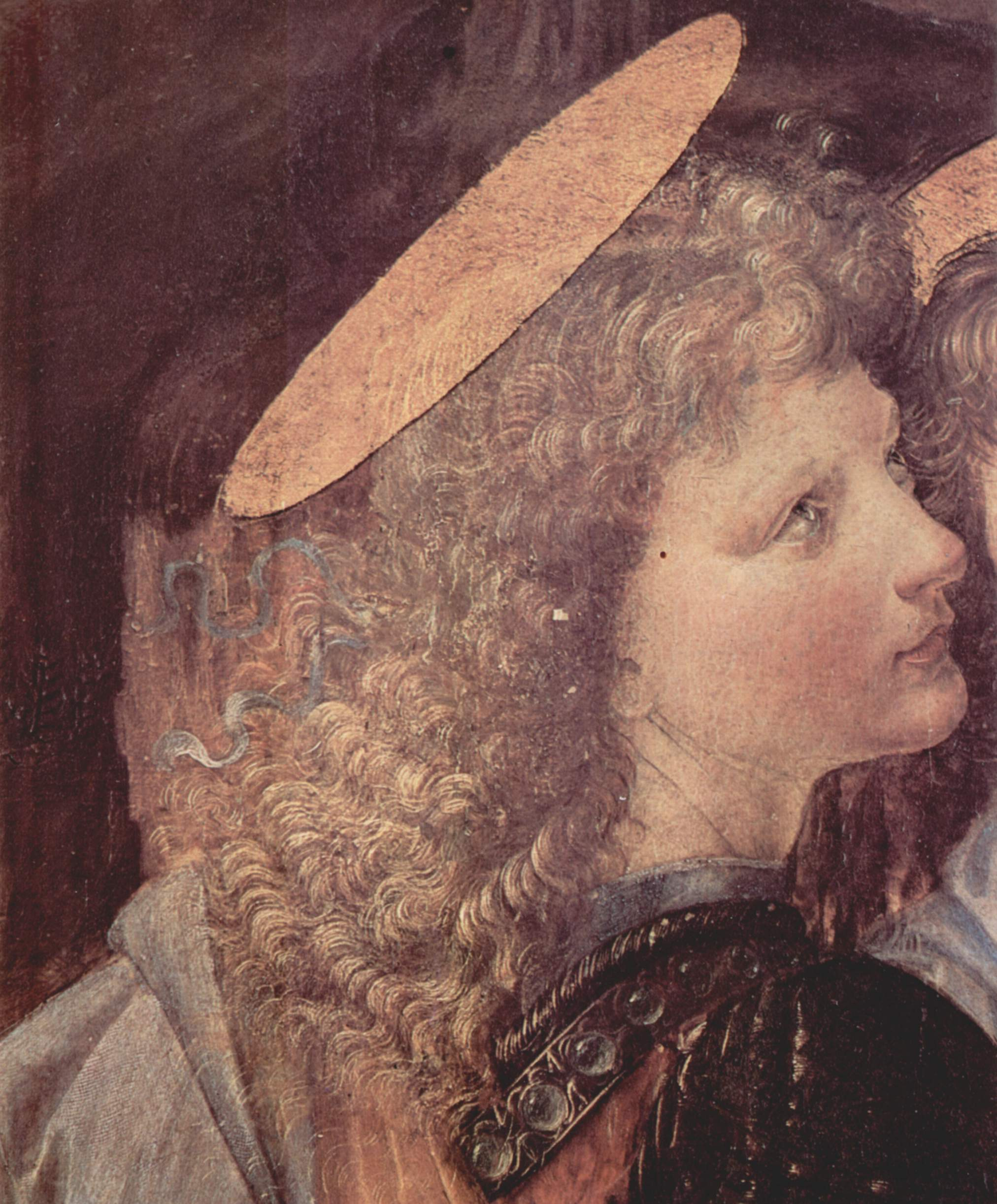
Ángel ejecutado por Leonardo.

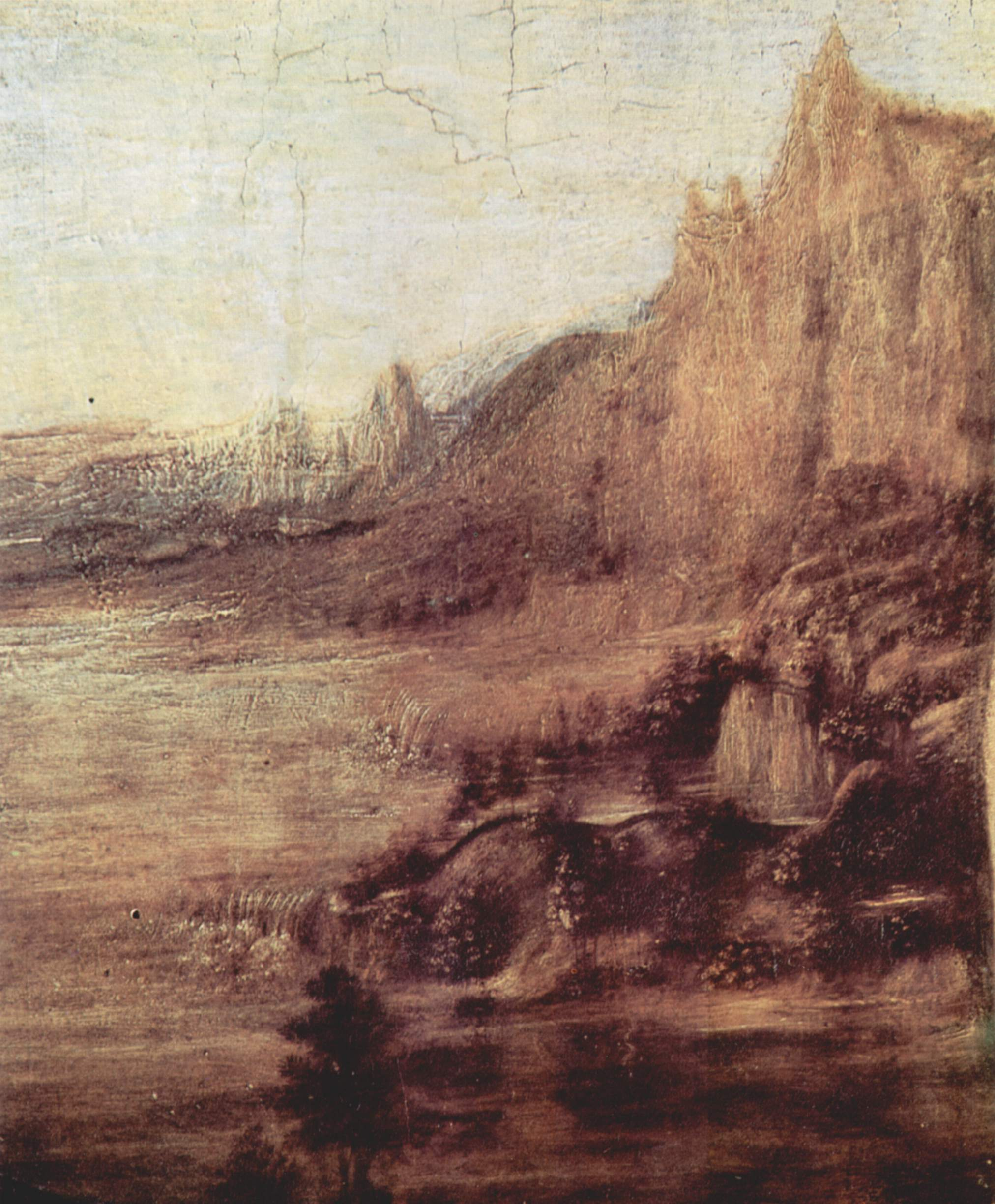
Paisaje atribuido a Leonardo.

Se le atribuyen a Leonardo todas las partes ejecutadas al óleo. Es obra suya indiscutible el ángel que está de perfil, abajo a la izquierda, arrodillado y recogiendo sus ropas. Se evidencia la delicadeza de la mano de Leonardo, que ejecutó el rostro del ángel de modo muy maduro. Los ángeles expresan las diferencias estéticas de Verrocchio y Leonardo. El ángel del maestro mira con extrañeza al del discípulo, cuyo dinamismo contrasta con la rigidez del otro. Además, el ángel de Leonardo se distingue por su elegancia; sobre él derrama una luz que pone de relieve los drapeados rígidos y delicados de la vestimenta y las ondas de la cabellera dorada.
También realizó algunos rizos del otro ángel, el paisaje del fondo y retocó la faz de Cristo. En la concepción del paisaje del Bautismo de Cristo se hace patente la observación de la naturaleza por parte de Leonardo. Algunos autores consideran que el pájaro también es obra suya.
Ya aquí se evidencia el estilo que caracterizará incluso las obras leonardescas de la madurez; se distingue a simple vista por la intensidad de los colores y, de modo más determinante, por el dinamismo que consigue imprimir en la figura del ángel y por los matices de color del paisaje. En algunas partes se evidencia el uso de las yemas de los dedos para extender la pintura y lograr mejor los matices de las epidermis. 
El cuerpo del Bautista parece más propio de Pollaiolo, mientras que las manos de Jesús y la palmera resultan arcaicas y cualitativamente más vulgares.